# Transmitància

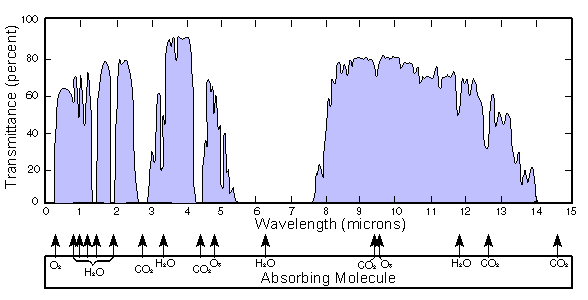
Transmitància de l'atmosfera terrestre.

La transmitància  és una magnitud que expressa la quantitat d'energia que travessa un cos en la unitat de temps (potència).

## Transmitància òptica
La transmitància òptica que es defineix com la fracció de llum incident, a una longitud d'ona especificada, que passa a través d'una mostra.
La seva expressió matemàtica és:
{\displaystyle T={\frac {I}{I_{0}}}}
on {\displaystyle I_{0}} és la intensitat del raig incident, i {\displaystyle I} és la intensitat de la llum que ve de la mostra.
La transmitància d'una mostra està normalment donada percentualment, definida com:
{\displaystyle T\%={\frac {I}{I_{0}}}\cdot 100\%}
La transmitància es relaciona amb l'absorbància (o absorbència)  A  com a
{\displaystyle A=-\log _{10}T\ =-\log _{10}\left({\frac {I}{I_{0}}}\right)\,}
o
{\displaystyle A=2-\log _{10}T\%\,}
on T% és el percentatge de transmitància i T és transmitància en "tant per un".
Noti's que el terme transmissió es refereix al procés físic de la llum passant per una mostra, mentre que  transmitància  es refereix a una quantitat matemàtica.

## Transmitància tèrmica
És la quantitat d'energia que travessa, en la unitat de temps, una unitat de superfície d'un element constructiu de cares pla paral·leles quan entre aquestes cares hi ha un gradient tèrmic unitat. És l'invers a la resistència tèrmica. La seva expressió matemàtica és;
{\displaystyle U={\frac {W}{S\cdot K}}}
On:
U = transmitància en watts per metre quadrat i kelvin.
W = potència en watts.
S = superfície en metres quadrats.
K = diferència de temperatures en kèlvins.
El concepte de transmitància tèrmica s'usa en construcció per al càlcul dels aïllaments i pèrdues energètiques. D'aquest mateix concepte es parteix per als càlculs dels dissenys de calefacció, en qualsevol de les seves modalitats, en estar, en essència, basada la calefacció a determinar la quantitat d'energia que cal subministrar als espais habitats en la unitat de temps (potència) per a mantenir una determinada temperatura (la de comoditat) en una determinada diferència amb la temperatura exterior. Aquesta potència ha de compensar les pèrdues de calor pels elements constructius que separen els espais calefactats de l'exterior o de qualsevol altre ambient a menor temperatura, és a dir, depèn de la transmitància dels elements que defineixen l'estada a calefactar.

## Nota
1. ↑  Carlos Luís Saona Santos. Contactología clínica.  Elsevier España, 2006, p. 60–. ISBN 9788445816370 [Consulta: 27 maig 2011].